# Ramon Colomer
Ramon Colomer (Sant Joan de les Abadesses, 1842 — ibídem, ?) va ser un missioner català de l'Orde dels Predicadors destinat a la Xina. L'any 1865 va ser destinat a les Filipines i posteriorment ordenat a Taiwan. No va arribar a veure la llum la seva obra Historia de la misión de Formosa, tanmateix publicà Diccionario tónico sínico-español (1896) i Diccionario español-chino.